# Rheinhafen Weil am Rhein
Der Rheinhafen Weil am Rhein ist ein Stromhafen am Oberrhein in Weil am Rhein in Baden-Württemberg.
Er liegt bei Rheinkilometer 170,3 bis 173,1 R stromabwärts nach dem Rheinhafen Rheinfelden und den Rheinhäfen Basel auf einer Höhe von etwa 279 m ü. NN.
Zusammen mit den Häfen in Ottmarsheim und den Schweizerischen Rheinhäfen mit dem in Basel-Kleinhüningen, Birsfelden und dem Auhafen in Muttenz bildet der Rheinhafen Weil am Rhein eine Kooperation, die sich als RheinPorts bezeichnet.

## Geschichte
Nach dem Bau des Rheinseitenkanals 1922 und dem Ausbau der Staustufe bei Kembs erfolgte 1932 der Beschluss zum Bau einer Umschlagsanlage. Am 25. Mai 1934 formierte sich die Rheinhafengesellschaft Weil am Rhein mit beschränkter Haftung, deren Hauptgesellschafter die Städte Weil am Rhein und Lörrach wurden. 1935 konnte der Betrieb des Hafens aufgenommen werden.

## Infrastruktur
Der Weiler Hafen teilt sich in einen nördlichen, einen südlichen und das dazwischen liegende Containerterminal auf. Im Hafen Süd in Friedlingen werden vor allem Zellulose, Steine und Kaolin gelagert und umgeschlagen. Er ist der älteste Teil der Hafenanlagen, in dem sich auch die Verwaltung befindet. Im Nordteil werden vor allem Schütt- und Massengüter wie Kohle, Kies und Schotter gelagert und umgeschlagen. Im Container Center steht ein Portalkran mit 55 Meter Spannweite, 24,5 Meter Hubhöhe und 48 Tonnen Tragkraft. Die anliegende Schiffsanlegestelle ist 120 Meter lang. Die Lagerfläche des Centers hat eine Kapazität für 2100 Container. Eine Hafenbahn mit einer Gleisanlage von rund 4,6 Kilometer verbindet die drei Hafenbereiche miteinander.
Betreiber ist die Rheinhafengesellschaft Weil am Rhein. Die Hafengesellschaft hat 31 Mitarbeiter; weitere 800 Personen sind in den dortigen Unternehmen beschäftigt.
Der Güterumschlag hat sich vom Jahr 1995 bis 2005 verdoppelt. Im Jahr 2005 wurden 1,061 Millionen Tonnen an Gütern umgeschlagen. Davon entfielen rund 599.879 Tonnen auf den Schiffsumschlag.
Am Rheinhafen unterhält das dem Hauptzollamt Lörrach unterstellte Zollamt Weil am Rhein-Schusterinsel eine Niederlassung.

## Verkehr
Das Hafengebiet Weil am Rhein ist über die Bundesstraße 532 zur Bundesstraße 3 und der Bundesautobahn 5 hin erschlossen. Ein Ausziehgleis vom ehemaligen Rangierbahnhof Basel Bad Bf führt direkt an die Kaianlagen und ermöglicht einen trimodalen Verkehr über die Rheintalbahn.